# Okularist
En okularist eller ocularist är en specialiserad yrkesman som tillverkar och anpassar ögonproteser.
Tillverkningen av ögonproteser sker hantverksmässigt efter måttagning av en patients ögonhåla, gjutning av ett plastskal, målning av iris samt inpassning av protesen. 
I USA finns ingen regelmässig studiegång, utan okularister utbildar sig under påbyggnadskurser av American Society of Ocularists utifrån olika discipliner som optometri, odontologi, biologi, medicin samt konsthantverk. I Tyskland, där det finns ett sextiotal yrkesutövande okularister i omkring 25 företag, är studietiden sex år, men någon reglerad studiegång finns inte.
En pionjär inom detta område var Ludwig Müller-Uri (1811–1888), son till en glaskonstnär i Thüringen i Tyskland.